# شاکودو

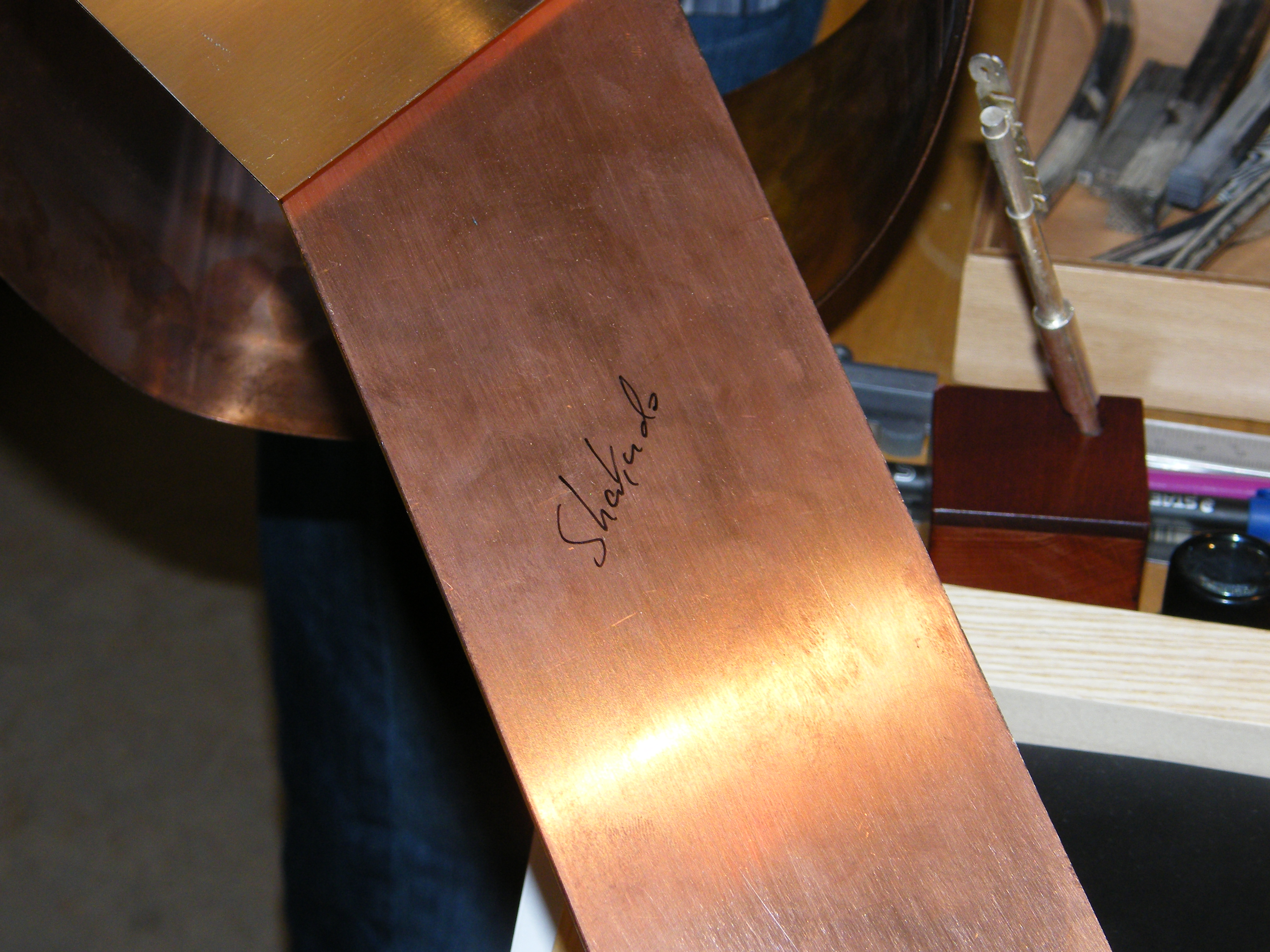
شاکودو پتینه نشده

شاکودو (赤銅) یک بورچاق ژاپنی متشکل از طلا و مس (معمولاً 4-10٪ طلا، 96-90٪ مس) است که یکی از فلزات رنگی آهن است  که میتواند برای ایجاد پتینه به رنگ سیاه یا گاهی نیلی(شبیه لاک) استفاده شود. Shakudō پتینه نشده از نظر ظاهری شبیه برنز است . رنگ تیره آن توسط فرآیند پتینه مصنوعی که شامل جوشاندن در یک محلول است، از جمله rokushō،تولید می شود .

## نام گذاری
واژه های نام shaku-dō به معنای "قرمز" و "مس" هستند اما ترکیب آنها به ماده ای اشاره می کند که با رنگ مسی-برنزی تیره شروع می شود و سپس به سیاه یا تقریباً سیاه تغییر می کند.

### استفاده های اولیه
کلمه "shakudō" ابتدا در سوابق مربوط به دوره "نارا" ژاپن (710-784 پس از میلاد) ظاهر شده بود، اما واضح نیست که به چه چیزی اشاره می کند (این می تواند شکلی از مس یا شکلی از آنچه اکنون به عنوان مواد شناخته میشود باشد). قطعات واقعی شناخته شده از قرن 12 به بعد وجود دارند. Shakudō از نظر تاریخی برای ساخت یا تزئین شمشیر ژاپنی ("nihonto") مانند تسوبا ، منوکی و کوزوکا، و همچنین سایر زیور آلات کوچک، گیره های درهای کشویی و جعبه های کوچک استفاده می شد.

### ورود به غرب
شاکودو در اواسط قرن نوزدهم به غرب وارد شد.

### ریشه های احتمالی
موادی مانند شاکودو از نظر تاریخی تصور می‌شد که مختص چینی‌ها و ژاپنی‌ها و شاید دیگر مناطق آسیایی است، اما مطالعات اخیر شباهت‌های نزدیکی به برخی از آلیاژهای تزئینی مورد استفاده در مصر ، یونان و روم باستان نشان داده‌اند.

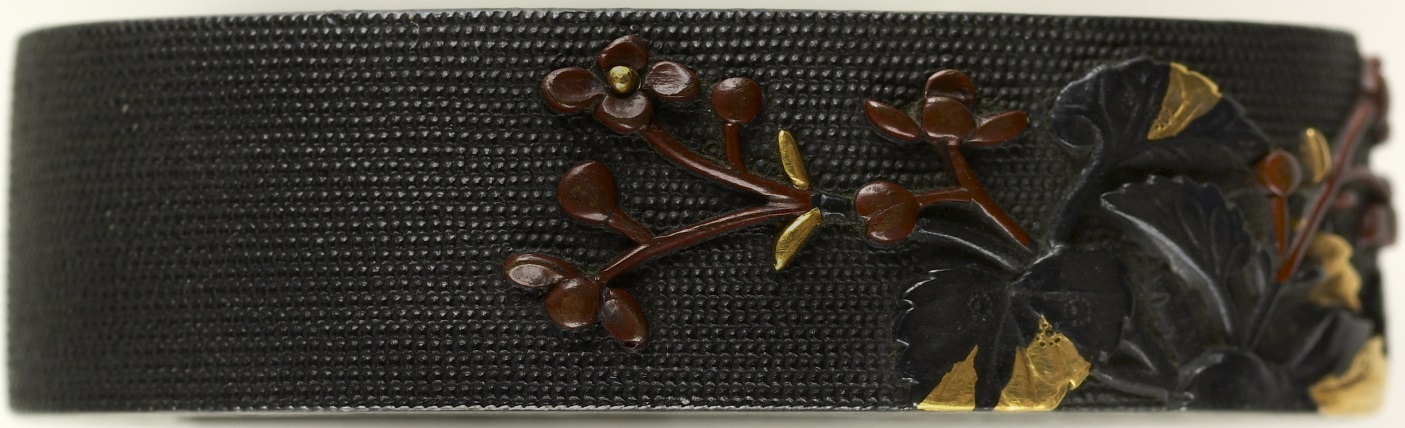
فوچی. شاکودو، طلا، آلیاژ مس (سنتوکو). موزه هنر والترز.

## تولید
خاستگاه شاکودو به دوره‌ای برمی‌گردد که ژاپن هنوز تکنیک‌ها ساخت و مواد را از کشورهای کره و چین وارد می‌کرد، اما گزارش‌های مربوط به تولید همگی  بسیاری بعدتر نوشته شده اند و اطلاعات کمی در مورد تکامل آنها وجود دارد. در دوره میجی، فرآیند تولید اولیه شامل حرارت دادن مس، افزودن طلای مرغوب و مقداری افزودن شیروم، محصول جانبی تولید مس حاوی آهن، آرسنیک و سایر عناصر بود. در دوره ادو، به نظر می رسد که ممکن است در این فرآیند به جای مس از نیگوروم استفاده شده باشد. نیگوروم خود ترکیبی از پیش ساخته شده از مس و شیروم است. سپس آلیاژ به دست آمده قبل از شکل‌دهی، در قالب‌های شمش در آب گرم  قرار داده می شود و در دمای حدود 650 درجه سانتی‌گراد دوباره پخته میشود. در شکل سرد، با استفاده از فرآیند (niiro)،سطح فلز تکمیل می شود. فرآیند مدرن تمایل دارد که شیروم را حذف کند، در صورت نیاز مستقیماً با مس و طلا و سایر مواد افزودنی کار می کند.

## استفاده
با توجه به اینکه در آن طلا بکار میرود، شاکودو معمولاً به شکل های کوچک مانند تسوبا تولید می شود. اشیاء تاریخی بزرگتر (مانند گلدانها) که به شاکودو مرتبط می شوند ممکن است به اشتباه برچسب گذاری شوند، به خصوص اگر رنگ آبی-سیاه براق مشهود نباشد. Shakudō بدون پتینه یا پولیش نشده به طور خود به خود در هوا پتینه نمی شود.
صنعتگران مدرن استفاده از شاکودو را به عنوان یک عنصر طراحی، در ساخت جواهرات، ظروف و تکنیک موکوم گن احیا کرده اند .
Shakudō گاهی اوقات به اشتباه به عنوان یک اصطلاح کلی برای خاتم کاری فلزات تزئینی با ریشه ژاپنی به کار می رود. اینها به طور گسترده در غرب به نام داماسین آمیتا شناخته می شوند که از نام یک تولید کننده اقلام صادراتی قرن بیستم نشات گرفته شده است. داماسین آمیتا شامل شاکودو، شیبویچی ، طلا، نقره و برنز برای منبت بود.
در حال حاضر، آلیاژ Shakudo اغلب برای ساخت جواهرات و زیور آلات استفاده می شود. جواهراتی مانند انگشتر، دستبند، سنجاق، دکمه، گردنبند پروانه، گوشواره و آویز از این فلز ساخته شده است.